# الواديين (مولاي أحمد الشريف)
الواديين هي إحدى مشيخات المملكة المغربية، تتبع جغرافيا لإقليم الحسيمة وإداريًا لمولاي أحمد الشريف. يقدر عدد سكانها بـ 4,719 نسمة حسب الإحصاء الرسمي للسكان والسكنى لسنة 2004.